# Озерськ (Калінінградська область)
Озе́рськ (рос. Озёрск) — селище Озерського міського округу, Калінінградської області Росії. Входить до складу Озерського міського поселення.
Населення — 4357 осіб (2015 рік).